# Dylan
Dylan er et drengenavn.
Navnet stammer fra det walisiske dy som betyder stor og llanw som betyder hav. Det bruges nu både som for og efternavn.

## Kendte med navnet som fornavn
- Dylan Thomas,  en walisisk poet.

## Kendte med navnet som efternavn
- Bob Dylan, amerikansk sanger og musiker.